# Badia de Llafranc
La badia de Llafranc és una badia de la Costa Brava, situada a la costa de Palafrugell (Baix Empordà), que s'estén des del Cap de Sant Sebastià, a llevant, fins a la Punta d'en Blanc, a ponent. Al fons de la badia hi ha la platja de Llafranc, rodejada de la població de Llafranc. A l'esquerra de la platja hi ha el port esportiu de Llafranc. La muntanya de Sant Sebastià protegeix la badia del vent de tramuntana.
Al davant de la badia, en direcció al cap de Sant Sebastià, se situava l'Illa Negra, una petita porció terrestre que va desaparèixer, sepultada per les aigües, durant la construcció de l'espigó del port. L'Illa Blanca es troba entre l'escullera del port de Llafranc i la punta Negra, al davant de la cala Fondo o l'embarcador d'en Vilà. A l'altra banda de la badia hi ha un grup d'esculls anomenats Escales de Venècia, o les Negres de Garbí.
A prop d'una milla del port, mar endins, hi ha uns illots submergits coneguts com Els Ullastres, molt freqüentats pels centres de submarinisme a causa de la seva fauna abundant i les espectaculars praderies de gorgònies.
L’Associació d'Amics i Veïns de Llafranc organitza cada any la Travessia de la Badia, on competeixen un gran nombre de nedadors. L'any 2023 va tenir lloc la 98a edició.